# Élections législatives de 2017 dans la Haute-Garonne
Les élections législatives françaises de 2017 se déroulent les 11 et 18 juin 2017. Dans le département de la Haute-Garonne, dix députés sont à élire dans le cadre de dix circonscriptions.

## Élus
| Circonscription                                                                                                | Député sortant     | Parti | Parti | Député élu ou réélu      | Parti | Parti     |
| --- | ------------------ | ----- | ----- | ------------------------ | ----- | --------- |
| 1re | Catherine Lemorton |       | PS    | Pierre Cabaré            |       | app. LREM |
| 2e | Gérard Bapt        |       | PS    | Jean-Luc Lagleize        |       | MoDem     |
| 3e | Laurence Arribagé  |       | LR    | Corinne Vignon           |       | REM       |
| 4e | Martine Martinel   |       | PS    | Mickaël Nogal            |       | REM       |
| 5e | Françoise Imbert*  |       | PS    | Jean-François Portarrieu |       | REM       |
| 6e | Monique Iborra**   |       | PS    | Monique Iborra           |       | REM       |
| 7e | Patrick Lemasle*   |       | PS    | Élisabeth Toutut-Picard  |       | REM       |
| 8e | Carole Delga*      |       | PS    | Joël Aviragnet           |       | PS        |
| 9e | Christophe Borgel  |       | PS    | Sandrine Mörch           |       | REM       |
| 10e | Kader Arif         |       | PS    | Sébastien Nadot          |       | REM       |
| * député sortant ne se représentant pas en 2017 ** député PS sortant se représente en 2017 sous étiquette LREM |                    |       |       |                          |       |           |

## Contexte

### Rappel des résultats départementaux des élections de 2012
| Parti          | Parti                              | Premier tour | Premier tour | Second tour | Second tour | Sièges |  |
| Parti          | Parti                              | Voix         | %            | Voix        | %           | Sièges |  |
| -------------- | ---------------------------------- | ------------ | ------------ | ----------- | ----------- | ------ |  |
|                | Parti socialiste                   | 192 993      | 38,48        | 233 045     | 56,74       | 9      |  |
|                | Europe Écologie Les Verts          | 32 218       | 6,42         | 21 300      | 5,19        | 0      |  |
|                | Divers gauche dont MRC             | 26 620       | 5,31         |             |             | 0      |  |
|                | Majorité présidentielle            | 251 831      | 50,21        | 254 345     | 61,92       | 9      |  |
|                |                                    |              |              |             |             |        |  |
|                | Union pour un mouvement populaire  | 101 362      | 20,21        | 156 419     | 38,08       | 1      |  |
|                | Parti radical                      | 18 347       | 3,66         |             |             | 0      |  |
|                | Divers droite dont DLR, PCD        | 5 770        | 1,15         | 0           |             |        |  |
|                | Nouveau centre                     | 2 265        | 0,45         | 0           |             |        |  |
|                | Alliance centriste                 | 402          | 0,08         | 0           |             |        |  |
|                | Droite parlementaire               | 128 146      | 25,55        | 156 419     | 38,08       | 0      |  |
|                |                                    |              |              |             |             |        |  |
|                | Front national                     | 62 369       | 12,43        |             |             | 0      |  |
|                | Front de gauche                    | 38 692       | 7,71         | 0           |             |        |  |
|                | Mouvement démocrate                | 5 142        | 1,03         | 0           |             |        |  |
|                | Divers écologiste dont MÉI et AÉI  | 5 017        | 1,00         | 0           |             |        |  |
|                | Extrême gauche dont LO, NPA et POI | 4 784        | 0,95         | 0           |             |        |  |
|                | Divers                             | 4 487        | 0,89         | 0           |             |        |  |
|                | Régionaliste                       | 1 130        | 0,23         | 0           |             |        |  |
|                |                                    |              |              |             |             |        |  |
| Inscrits       | Inscrits                           | 845 997      | 100,00       | 761 049     | 100,00      | 10     |  |
| Abstentions    | Abstentions                        | 337 182      | 39,86        | 333 884     | 43,87       |        |  |
| Votants        | Votants                            | 508 815      | 60,14        | 427 165     | 56,13       |        |  |
| Blancs et nuls | Blancs et nuls                     | 7 217        | 1,42         | 16 401      | 3,84        |        |  |
| Exprimés       | Exprimés                           | 501 598      | 98,58        | 410 764     | 96,16       |        |  |

### Résultats de l'élection présidentielle de 2017 par circonscription
| Circonscription | 1er tour | 1er tour | 1er tour | 1er tour  |         | 2d tour | 2d tour |
| Circonscription | Macron   | Le Pen   | Fillon   | Mélenchon | Macron  | Le Pen  |         |
| --------------- | -------- | -------- | -------- | --------- | ------- | ------- | ------- |
| Circonscription |          |          |          |           |         |         |         |
| 1re             | 28,95 %  | 11,18 %  | 16,38 %  | 26,84 %   | 80,5 %  | 19,5 %  |         |
| 2e              | 27,57 %  | 14,13 %  | 17,24 %  | 24,89 %   | 75,73 % | 24,27 % |         |
| 3e              | 29,19 %  | 10,08 %  | 25,09 %  | 20,85 %   | 80,75 % | 19,25 % |         |
| 4e              | 26,71 %  | 9,15 %   | 16,77 %  | 30,39 %   | 83,65 % | 16,35 % |         |
| 5e              | 23,93 %  | 22,58 %  | 15,49 %  | 21,81 %   | 64,01 % | 35,99 % |         |
| 6e              | 29 %     | 17,4 %   | 14,87 %  | 22,4 %    | 72,27 % | 27,73 % |         |
| 7e              | 23,01 %  | 23,37 %  | 14,26 %  | 22,62 %   | 63,32 % | 36,68 % |         |
| 8e              | 21,31 %  | 23,56 %  | 14,58 %  | 21,47 %   | 61,32 % | 38,68 % |         |
| 9e              | 25,79 %  | 15,16 %  | 14,13 %  | 27,58 %   | 75,34 % | 24,66 % |         |
| 10e             | 28,74 %  | 15,73 %  | 17,39 %  | 21,33 %   | 73,66 % | 26,34 % |         |

## Résultats

### Résultats à l'échelle du département
|                                                   |                                      |                           |                           |                          |                          |  |
|                                                   |                                      | Premier tour 11 juin 2017 | Premier tour 11 juin 2017 | Second tour 18 juin 2017 | Second tour 18 juin 2017 |  |
|                                                   |                                      |                           |                           |                          |                          |  |
|                                                   |                                      | Nombre                    | % des inscrits            | Nombre                   | % des inscrits           |  |
| Inscrits                                          | Inscrits                             | 899 741                   | 100,00                    | 899 708                  | 100,00                   |  |
| Abstentions                                       | Abstentions                          | 426 924                   | 47,45                     | 491 194                  | 54,59                    |  |
| Votants                                           | Votants                              | 472 817                   | 52,55                     | 408 514                  | 47,41                    |  |
|                                                   |                                      |                           | % des votants             |                          | % des votants            |  |
| Bulletins blancs                                  | Bulletins blancs                     | 6 355                     | 1,34                      | 30 627                   | 7,50                     |  |
| Bulletins nuls                                    | Bulletins nuls                       | 2 852                     | 0,60                      | 13 871                   | 3,40                     |  |
| Suffrages exprimés                                | Suffrages exprimés                   | 463 610                   | 98,05                     | 364 006                  | 89,10                    |  |
|                                                   |                                      |                           |                           |                          |                          |  |
| Étiquette politique                               | Étiquette politique                  | Voix                      | % des exprimés            | Voix                     | % des exprimés           |  |
|                                                   |                                      |                           |                           |                          |                          |  |
|                                                   | La République en marche              | 153 799                   | 33,17                     | 185 245                  | 50,89                    |  |
|                                                   | La France insoumise                  | 72 734                    | 15,69                     | 99 405                   | 27,31                    |  |
|                                                   | Parti socialiste                     | 55 270                    | 11,92                     | 17 270                   | 4,74                     |  |
|                                                   | Front national                       | 51 760                    | 11,16                     | 25 076                   | 6,89                     |  |
|                                                   | Les Républicains                     | 44 953                    | 9,70                      | 14 429                   | 3,96                     |  |
|                                                   | Écologiste                           | 24 580                    | 5,30                      |                          |                          |  |
|                                                   | Mouvement démocrate                  | 19 234                    | 4,15                      | 22 581                   | 6,20                     |  |
|                                                   | Union des démocrates et indépendants | 13 286                    | 2,87                      |                          |                          |  |
|                                                   | Divers                               | 10 578                    | 2,28                      |                          |                          |  |
|                                                   | Parti communiste français            | 9 206                     | 1,99                      |                          |                          |  |
|                                                   | Extrême gauche                       | 2 753                     | 0,59                      |                          |                          |  |
|                                                   | Debout la France                     | 2 574                     | 0,56                      |                          |                          |  |
|                                                   | Divers gauche                        | 1 259                     | 0,27                      |                          |                          |  |
|                                                   | Extrême droite                       | 826                       | 0,18                      |                          |                          |  |
|                                                   | Divers droite                        | 453                       | 0,10                      |                          |                          |  |
|                                                   | Régionaliste                         | 345                       | 0,07                      |                          |                          |  |
| Source : Ministère de l'Intérieur - Haute-Garonne |                                      |                           |                           |                          |                          |  |

### Résultats par circonscription

#### Première circonscription
Député sortant : Catherine Lemorton (Parti socialiste).
|                                                                                  | |                           |                           |                          |                          |
|                                                                                  | | Premier tour 11 juin 2017 | Premier tour 11 juin 2017 | Second tour 18 juin 2017 | Second tour 18 juin 2017 |
|                                                                                  | |                           |                           |                          |                          |
|                                                                                  | | Nombre                    | % des inscrits            | Nombre                   | % des inscrits           |
| Inscrits                                                                         | Inscrits | 82 088                    | 100,00                    | 82 095                   | 100,00                   |
| Abstentions                                                                      | Abstentions | 40 560                    | 49,41                     | 46 799                   | 57,01                    |
| Votants                                                                          | Votants | 41 528                    | 50,59                     | 35 296                   | 42,99                    |
|                                                                                  | |                           | % des votants             |                          | % des votants            |
| Bulletins blancs                                                                 | Bulletins blancs                                                                                               | 446                       | 1,07                      | 2 277                    | 6,45                     |
| Bulletins nuls                                                                   | Bulletins nuls                                                                                                 | 227                       | 0,55                      | 1 260                    | 3,57                     |
| Suffrages exprimés                                                               | Suffrages exprimés                                                                                             | 40 855                    | 98,38                     | 31 759                   | 89,98                    |
|                                                                                  | |                           |                           |                          |                          |
| Candidat Étiquette politique (partis et alliances)                               | Candidat Étiquette politique (partis et alliances)                                                             | Voix                      | % des exprimés            | Voix                     | % des exprimés           |
|                                                                                  | |                           |                           |                          |                          |
|                                                                                  | Pierre Cabaré Divers (Ex La République en marche)                                                              | 13 769                    | 33,70                     | 16 203                   | 51,02                    |
|                                                                                  | Claire Dujardin La France insoumise                                                                            | 7 493                     | 18,34                     | 15 556                   | 48,98                    |
|                                                                                  | Catherine Lemorton (députée sortante) Parti socialiste                                                         | 6 109                     | 14,95                     |                          |                          |
|                                                                                  | François Chollet Les Républicains (Union des démocrates et indépendants - Chasse, pêche, nature et traditions) | 5 311                     | 13,00                     |                          |                          |
|                                                                                  | Quentin Lamotte Front national                                                                                 | 3 174                     | 7,77                      |                          |                          |
|                                                                                  | Xavier Bigot Europe Écologie Les Verts                                                                         | 2 487                     | 6,09                      |                          |                          |
|                                                                                  | Pierre Lacaze Parti communiste français                                                                        | 958                       | 2,34                      |                          |                          |
|                                                                                  | Cécilia Spoerry Divers (Parti animaliste)                                                                      | 627                       | 1,53                      |                          |                          |
|                                                                                  | Matthieu Guilhem Divers (Union populaire républicaine)                                                         | 408                       | 1,00                      |                          |                          |
|                                                                                  | Olivier Le Penven Lutte ouvrière                                                                               | 234                       | 0,57                      |                          |                          |
|                                                                                  | Pierre Serveille Écologiste (Mouvement 100 %)                                                                  | 214                       | 0,52                      |                          |                          |
|                                                                                  | Noubdine Kotbi Divers gauche (Mouvement des progressistes)                                                     | 71                        | 0,17                      |                          |                          |
| Source : Ministère de l'Intérieur - Première circonscription de la Haute-Garonne | |                           |                           |                          |                          |

#### Deuxième circonscription
Député sortant : Gérard Bapt (Parti socialiste).
|                                                                                  | |                           |                           |                          |                          |
|                                                                                  | | Premier tour 11 juin 2017 | Premier tour 11 juin 2017 | Second tour 18 juin 2017 | Second tour 18 juin 2017 |
|                                                                                  | |                           |                           |                          |                          |
|                                                                                  | | Nombre                    | % des inscrits            | Nombre                   | % des inscrits           |
| Inscrits                                                                         | Inscrits | 100 456                   | 100,00                    | 100 474                  | 100,00                   |
| Abstentions                                                                      | Abstentions | 48 522                    | 48,30                     | 55 866                   | 55,60                    |
| Votants                                                                          | Votants | 51 934                    | 51,70                     | 44 608                   | 44,40                    |
|                                                                                  | |                           | % des votants             |                          | % des votants            |
| Bulletins blancs                                                                 | Bulletins blancs | 561                       | 1,08                      | 2 691                    | 6,03                     |
| Bulletins nuls                                                                   | Bulletins nuls | 236                       | 0,45                      | 1 223                    | 2,74                     |
| Suffrages exprimés                                                               | Suffrages exprimés | 51 137                    | 98,47                     | 40 694                   | 91,23                    |
|                                                                                  | |                           |                           |                          |                          |
| Candidat Étiquette politique (partis et alliances)                               | Candidat Étiquette politique (partis et alliances)                                                                    | Voix                      | % des exprimés            | Voix                     | % des exprimés           |
|                                                                                  | |                           |                           |                          |                          |
|                                                                                  | Jean-Luc Lagleize Mouvement démocrate (La République en marche)                                                       | 19 234                    | 37,61                     | 22 581                   | 55,49                    |
|                                                                                  | Anne Stambach-Terrenoir La France insoumise                                                                           | 7 902                     | 15,45                     | 18 113                   | 44,51                    |
|                                                                                  | Gérard Bapt (député sortant) Parti socialiste (Parti radical de gauche)                                               | 7 352                     | 14,38                     |                          |                          |
|                                                                                  | Christine Gennaro-Saint Les Républicains (Union des démocrates et indépendants - Chasse, pêche, nature et traditions) | 5 786                     | 11,31                     |                          |                          |
|                                                                                  | Nadine Alex Front national                                                                                            | 5 095                     | 9,96                      |                          |                          |
|                                                                                  | Salah Amokrane Europe Écologie Les Verts (Parti socialiste diss.)                                                     | 3 072                     | 6,01                      |                          |                          |
|                                                                                  | Serge Nicolo Parti communiste français                                                                                | 1 087                     | 2,13                      |                          |                          |
|                                                                                  | Yves Ribes Debout la France                                                                                           | 362                       | 0,71                      |                          |                          |
|                                                                                  | Régine Papierski Divers (Union populaire républicaine)                                                                | 352                       | 0,69                      |                          |                          |
|                                                                                  | Clotilde Barthélémy Lutte ouvrière                                                                                    | 326                       | 0,64                      |                          |                          |
|                                                                                  | Catherine Cathala Écologiste (Confédération pour l'homme, l'animal et la planète)                                     | 312                       | 0,61                      |                          |                          |
|                                                                                  | Adrien-Jean Marquez-Velasco Écologiste (Mouvement 100 %)                                                              | 257                       | 0,50                      |                          |                          |
| Source : Ministère de l'Intérieur - Deuxième circonscription de la Haute-Garonne | |                           |                           |                          |                          |

#### Troisième circonscription
Députée sortante : Laurence Arribagé (Les Républicains).
|                                                                                   | |                           |                           |                          |                          |
|                                                                                   | | Premier tour 11 juin 2017 | Premier tour 11 juin 2017 | Second tour 18 juin 2017 | Second tour 18 juin 2017 |
|                                                                                   | |                           |                           |                          |                          |
|                                                                                   | | Nombre                    | % des inscrits            | Nombre                   | % des inscrits           |
| Inscrits                                                                          | Inscrits | 78 119                    | 100,00                    | 78 104                   | 100,00                   |
| Abstentions                                                                       | Abstentions | 34 261                    | 43,86                     | 42 242                   | 54,08                    |
| Votants                                                                           | Votants | 43 858                    | 56,14                     | 35 862                   | 45,92                    |
|                                                                                   | |                           | % des votants             |                          | % des votants            |
| Bulletins blancs                                                                  | Bulletins blancs | 396                       | 0,90                      | 3 975                    | 11,08                    |
| Bulletins nuls                                                                    | Bulletins nuls | 161                       | 0,37                      | 1 204                    | 3,36                     |
| Suffrages exprimés                                                                | Suffrages exprimés | 43 301                    | 98,73                     | 30 683                   | 85,56                    |
|                                                                                   | |                           |                           |                          |                          |
| Candidat Étiquette politique (partis et alliances)                                | Candidat Étiquette politique (partis et alliances)                                                                                 | Voix                      | % des exprimés            | Voix                     | % des exprimés           |
|                                                                                   | |                           |                           |                          |                          |
|                                                                                   | Corinne Vignon La République en marche                                                                                             | 17 150                    | 39,61                     | 16 254                   | 52,97                    |
|                                                                                   | Laurence Arribagé (députée sortante) Les Républicains (Union des démocrates et indépendants - Chasse, pêche, nature et traditions) | 9 642                     | 22,27                     | 14 429                   | 47,03                    |
|                                                                                   | Gilles Naudy La France insoumise                                                                                                   | 5 377                     | 12,42                     |                          |                          |
|                                                                                   | Isabelle Hardy Parti socialiste | 3 716                     | 8,58                      |                          |                          |
|                                                                                   | Sonia Decamps Front national | 2 859                     | 6,60                      |                          |                          |
|                                                                                   | Yannick Bourlès Europe Écologie Les Verts                                                                                          | 1 907                     | 4,40                      |                          |                          |
|                                                                                   | Martine Croquette Parti communiste français                                                                                        | 952                       | 2,20                      |                          |                          |
|                                                                                   | Véronique Corchia Divers (Parti animaliste)                                                                                        | 364                       | 0,84                      |                          |                          |
|                                                                                   | Michel Kaluszynski Divers gauche (Le Bien commun - Union des démocrates et des écologistes - Parti écologiste)                     | 332                       | 0,77                      |                          |                          |
|                                                                                   | Sébastien Fabre Divers (Union populaire républicaine)                                                                              | 316                       | 0,73                      |                          |                          |
|                                                                                   | Romain Gaboriaud Divers (Parti pirate)                                                                                             | 199                       | 0,46                      |                          |                          |
|                                                                                   | Michel Laserge Lutte ouvrière | 153                       | 0,35                      |                          |                          |
|                                                                                   | Benoît Calmels Écologiste (Confédération pour l'homme, l'animal et la planète)                                                     | 131                       | 0,30                      |                          |                          |
|                                                                                   | Marie Bruniquel Divers (Allons enfants)                                                                                            | 109                       | 0,25                      |                          |                          |
|                                                                                   | Marie-Ange Thébaud Écologiste (Mouvement 100%)                                                                                     | 94                        | 0,22                      |                          |                          |
| Source : Ministère de l'Intérieur - Troisième circonscription de la Haute-Garonne | |                           |                           |                          |                          |

#### Quatrième circonscription
Député sortant : Martine Martinel (Parti socialiste).
|                                                                                   |                                                                                 |                           |                           |                          |                          |
|                                                                                   |                                                                                 | Premier tour 11 juin 2017 | Premier tour 11 juin 2017 | Second tour 18 juin 2017 | Second tour 18 juin 2017 |
|                                                                                   |                                                                                 |                           |                           |                          |                          |
|                                                                                   |                                                                                 | Nombre                    | % des inscrits            | Nombre                   | % des inscrits           |
| Inscrits                                                                          | Inscrits                                                                        | 69 348                    | 100,00                    | 69 348                   | 100,00                   |
| Abstentions                                                                       | Abstentions                                                                     | 36 370                    | 52,45                     | 40 870                   | 58,93                    |
| Votants                                                                           | Votants                                                                         | 32 978                    | 47,55                     | 28 478                   | 41,07                    |
|                                                                                   |                                                                                 |                           | % des votants             |                          | % des votants            |
| Bulletins blancs                                                                  | Bulletins blancs                                                                | 325                       | 0,99                      | 1 552                    | 5,46                     |
| Bulletins nuls                                                                    | Bulletins nuls                                                                  | 154                       | 0,47                      | 619                      | 2,17                     |
| Suffrages exprimés                                                                | Suffrages exprimés                                                              | 32 499                    | 98,55                     | 26 307                   | 92,38                    |
|                                                                                   |                                                                                 |                           |                           |                          |                          |
| Candidat Étiquette politique (partis et alliances)                                | Candidat Étiquette politique (partis et alliances)                              | Voix                      | % des exprimés            | Voix                     | % des exprimés           |
|                                                                                   |                                                                                 |                           |                           |                          |                          |
|                                                                                   | Mickaël Nogal La République en marche                                           | 11 722                    | 36,07                     | 13 657                   | 51,91                    |
|                                                                                   | Liêm Hoang-Ngoc La France insoumise                                             | 6 832                     | 21,02                     | 12 650                   | 48,09                    |
|                                                                                   | Bertrand Serp Les Républicains (Union des démocrates et indépendants)           | 4 310                     | 13,26                     |                          |                          |
|                                                                                   | Martine Martinel (députée sortante) Parti socialiste (Parti radical de gauche)  | 3 297                     | 10,14                     |                          |                          |
|                                                                                   | Maïthé Carsalade Front national                                                 | 2 189                     | 6,74                      |                          |                          |
|                                                                                   | Élisabeth Matak Europe Écologie Les Verts                                       | 2 144                     | 6,60                      |                          |                          |
|                                                                                   | Luc Ripoll Parti communiste français                                            | 529                       | 1,63                      |                          |                          |
|                                                                                   | David Amar Divers (#MaVoix)                                                     | 340                       | 1,05                      |                          |                          |
|                                                                                   | Nina Merciez Divers (Parti animaliste)                                          | 338                       | 1,04                      |                          |                          |
|                                                                                   | Fatiha Merchougui Divers (Union populaire républicaine)                         | 224                       | 0,69                      |                          |                          |
|                                                                                   | Julienne Mukabucyana Divers gauche (Le Bien commun)                             | 165                       | 0,51                      |                          |                          |
|                                                                                   | Patrick Marcireau Lutte ouvrière                                                | 138                       | 0,42                      |                          |                          |
|                                                                                   | Fatiha Boudjahlat Divers gauche (Mouvement républicain et citoyen)              | 114                       | 0,35                      |                          |                          |
|                                                                                   | Mustafa Demirel Divers (Parti égalité et justice)                               | 76                        | 0,23                      |                          |                          |
|                                                                                   | Julian Menendez Gonzalez Divers droite (Parti ouvrier indépendant démocratique) | 43                        | 0,13                      |                          |                          |
|                                                                                   | Karim Moutaouakkil Écologiste (Mouvement 100 %)                                 | 25                        | 0,08                      |                          |                          |
|                                                                                   | Khadidjat Sy Forsans Divers gauche (Mouvement des progressistes)                | 13                        | 0,04                      |                          |                          |
| Source : Ministère de l'Intérieur - Quatrième circonscription de la Haute-Garonne |                                                                                 |                           |                           |                          |                          |

#### Cinquième circonscription
Député sortant : Françoise Imbert (Parti socialiste).
|                                                                                   | |                           |                           |                          |                          |
|                                                                                   | | Premier tour 11 juin 2017 | Premier tour 11 juin 2017 | Second tour 18 juin 2017 | Second tour 18 juin 2017 |
|                                                                                   | |                           |                           |                          |                          |
|                                                                                   | | Nombre                    | % des inscrits            | Nombre                   | % des inscrits           |
| Inscrits                                                                          | Inscrits | 98 383                    | 100,00                    | 98 384                   | 100,00                   |
| Abstentions                                                                       | Abstentions | 48 031                    | 48,82                     | 54 889                   | 55,79                    |
| Votants                                                                           | Votants | 50 352                    | 51,18                     | 43 495                   | 44,21                    |
|                                                                                   | |                           | % des votants             |                          | % des votants            |
| Bulletins blancs                                                                  | Bulletins blancs | 717                       | 1,42                      | 3 529                    | 8,12                     |
| Bulletins nuls                                                                    | Bulletins nuls | 280                       | 0,56                      | 1 371                    | 3,15                     |
| Suffrages exprimés                                                                | Suffrages exprimés                                                                                                   | 49 355                    | 98,02                     | 38 595                   | 88,73                    |
|                                                                                   | |                           |                           |                          |                          |
| Candidat Étiquette politique (partis et alliances)                                | Candidat Étiquette politique (partis et alliances)                                                                   | Voix                      | % des exprimés            | Voix                     | % des exprimés           |
|                                                                                   | |                           |                           |                          |                          |
|                                                                                   | Jean-François Portarrieu La République en marche                                                                     | 18 588                    | 37,66                     | 26 091                   | 67,60                    |
|                                                                                   | Julien Leonardelli Front national                                                                                    | 8 229                     | 16,67                     | 12 504                   | 32,40                    |
|                                                                                   | Sylvie Espagnolle-Labrune La France insoumise                                                                        | 7 134                     | 14,45                     |                          |                          |
|                                                                                   | Jean-Marc Dumoulin Union des démocrates et indépendants (Les Républicains)                                           | 5 526                     | 11,20                     |                          |                          |
|                                                                                   | Sandrine Floureusses Parti socialiste (Parti radical de gauche)                                                      | 5 454                     | 11,05                     |                          |                          |
|                                                                                   | Clémentine Renaud Europe Écologie Les Verts                                                                          | 1 561                     | 3,16                      |                          |                          |
|                                                                                   | Monique Marconis Parti communiste français                                                                           | 805                       | 1,63                      |                          |                          |
|                                                                                   | Raimon Sabater Divers (Parti animaliste)                                                                             | 618                       | 1,25                      |                          |                          |
|                                                                                   | Romain Roumieu Divers (Union populaire républicaine)                                                                 | 450                       | 0,91                      |                          |                          |
|                                                                                   | Maryse Fontenelle Écologiste (Mouvement écologiste indépendant - Confédération pour l'homme, l'animal et la planète) | 347                       | 0,70                      |                          |                          |
|                                                                                   | Vincent Combes Lutte ouvrière                                                                                        | 343                       | 0,69                      |                          |                          |
|                                                                                   | Marie Fourage Écologiste (Mouvement 100 %)                                                                           | 201                       | 0,41                      |                          |                          |
|                                                                                   | Charles Hue Divers gauche (Mouvement des progressistes)                                                              | 51                        | 0,10                      |                          |                          |
|                                                                                   | Marie-Yvonnette Promi Écologiste (Mouvement 100 %)                                                                   | 48                        | 0,10                      |                          |                          |
| Source : Ministère de l'Intérieur - Cinquième circonscription de la Haute-Garonne | |                           |                           |                          |                          |

#### Sixième circonscription
Député sortant : Monique Iborra (Parti socialiste).
|                                                                                 | |                           |                           |                          |                          |
|                                                                                 | | Premier tour 11 juin 2017 | Premier tour 11 juin 2017 | Second tour 18 juin 2017 | Second tour 18 juin 2017 |
|                                                                                 | |                           |                           |                          |                          |
|                                                                                 | | Nombre                    | % des inscrits            | Nombre                   | % des inscrits           |
| Inscrits                                                                        | Inscrits | 111 379                   | 100,00                    | 111 355                  | 100,00                   |
| Abstentions                                                                     | Abstentions                                                                                                  | 51 410                    | 46,16                     | 59 621                   | 53,54                    |
| Votants                                                                         | Votants | 59 969                    | 53,84                     | 51 734                   | 46,46                    |
|                                                                                 | |                           | % des votants             |                          | % des votants            |
| Bulletins blancs                                                                | Bulletins blancs                                                                                             | 745                       | 1,24                      | 3 439                    | 6,65                     |
| Bulletins nuls                                                                  | Bulletins nuls                                                                                               | 363                       | 0,61                      | 1 868                    | 3,61                     |
| Suffrages exprimés                                                              | Suffrages exprimés                                                                                           | 58 861                    | 98,15                     | 46 417                   | 89,72                    |
|                                                                                 | |                           |                           |                          |                          |
| Candidat Étiquette politique (partis et alliances)                              | Candidat Étiquette politique (partis et alliances)                                                           | Voix                      | % des exprimés            | Voix                     | % des exprimés           |
|                                                                                 | |                           |                           |                          |                          |
|                                                                                 | Monique Iborra (députée sortante) La République en marche                                                    | 23 271                    | 39,54                     | 25 934                   | 55,87                    |
|                                                                                 | Patrick Jimena La France insoumise                                                                           | 9 316                     | 15,83                     | 20 483                   | 44,13                    |
|                                                                                 | Camille Pouponneau Parti socialiste                                                                          | 7 221                     | 12,27                     |                          |                          |
|                                                                                 | Michèle Pellizzon Front national                                                                             | 6 301                     | 10,70                     |                          |                          |
|                                                                                 | Damien Laborde Les Républicains (Union des démocrates et indépendants - Chasse, pêche, nature et traditions) | 6 165                     | 10,47                     |                          |                          |
|                                                                                 | Stéphane Renaux Europe Écologie Les Verts                                                                    | 2 243                     | 3,81                      |                          |                          |
|                                                                                 | Daniel Fourmy Parti communiste français                                                                      | 796                       | 1,35                      |                          |                          |
|                                                                                 | Laurent Casbas Debout la France                                                                              | 772                       | 1,31                      |                          |                          |
|                                                                                 | Julien Holmgren Divers (Parti animaliste)                                                                    | 674                       | 1,15                      |                          |                          |
|                                                                                 | Lise Rieux Divers (577-Les Indépendants)                                                                     | 481                       | 0,82                      |                          |                          |
|                                                                                 | Wolfgang Mahle Divers (Parti pirate)                                                                         | 422                       | 0,72                      |                          |                          |
|                                                                                 | Michèle Puel Lutte ouvrière                                                                                  | 316                       | 0,54                      |                          |                          |
|                                                                                 | Dominique Liot Divers (Union populaire républicaine)                                                         | 315                       | 0,54                      |                          |                          |
|                                                                                 | Guy Jovelin Extrême droite (Parti de la France)                                                              | 290                       | 0,49                      |                          |                          |
|                                                                                 | Denis Louviot Divers gauche (Nouvelle Donne)                                                                 | 277                       | 0,47                      |                          |                          |
|                                                                                 | Ahmed Ferhane Écologiste (Mouvement 100 %)                                                                   | 1                         | 0,00                      |                          |                          |
| Source : Ministère de l'Intérieur - Sixième circonscription de la Haute-Garonne | |                           |                           |                          |                          |

#### Septième circonscription
Député sortant : Patrick Lemasle (Parti socialiste).
|                                                                                  |                                                                          |                           |                           |                          |                          |
|                                                                                  |                                                                          | Premier tour 11 juin 2017 | Premier tour 11 juin 2017 | Second tour 18 juin 2017 | Second tour 18 juin 2017 |
|                                                                                  |                                                                          |                           |                           |                          |                          |
|                                                                                  |                                                                          | Nombre                    | % des inscrits            | Nombre                   | % des inscrits           |
| Inscrits                                                                         | Inscrits                                                                 | 99 784                    | 100,00                    | 99 767                   | 100,00                   |
| Abstentions                                                                      | Abstentions                                                              | 48 761                    | 48,87                     | 55 281                   | 55,41                    |
| Votants                                                                          | Votants                                                                  | 51 023                    | 51,13                     | 44 486                   | 44,59                    |
|                                                                                  |                                                                          |                           | % des votants             |                          | % des votants            |
| Bulletins blancs                                                                 | Bulletins blancs                                                         | 793                       | 1,55                      | 3 851                    | 8,66                     |
| Bulletins nuls                                                                   | Bulletins nuls                                                           | 340                       | 0,67                      | 1 542                    | 3,47                     |
| Suffrages exprimés                                                               | Suffrages exprimés                                                       | 49 890                    | 97,78                     | 39 093                   | 87,88                    |
|                                                                                  |                                                                          |                           |                           |                          |                          |
| Candidat Étiquette politique (partis et alliances)                               | Candidat Étiquette politique (partis et alliances)                       | Voix                      | % des exprimés            | Voix                     | % des exprimés           |
|                                                                                  |                                                                          |                           |                           |                          |                          |
|                                                                                  | Élisabeth Toutut-Picard La République en marche                          | 18 664                    | 37,41                     | 26 521                   | 67,84                    |
|                                                                                  | Marie Dombes Front national                                              | 8 320                     | 16,68                     | 12 572                   | 32,16                    |
|                                                                                  | Christophe Bex La France insoumise                                       | 7 525                     | 15,08                     |                          |                          |
|                                                                                  | Marie-Caroline Tempesta Parti socialiste                                 | 4 852                     | 9,73                      |                          |                          |
|                                                                                  | Françoise Borret Les Républicains (Union des démocrates et indépendants) | 4 257                     | 8,53                      |                          |                          |
|                                                                                  | Catherine Renaux Europe Écologie Les Verts                               | 2 415                     | 4,84                      |                          |                          |
|                                                                                  | Danielle Tensa Parti communiste français                                 | 1 131                     | 2,27                      |                          |                          |
|                                                                                  | Myriam Crédot Divers                                                     | 1 064                     | 2,13                      |                          |                          |
|                                                                                  | Damien Jeanne Debout la France                                           | 819                       | 1,64                      |                          |                          |
|                                                                                  | Malena Adrada Lutte ouvrière                                             | 385                       | 0,77                      |                          |                          |
|                                                                                  | Roger Strobel Divers (Union populaire républicaine)                      | 355                       | 0,71                      |                          |                          |
|                                                                                  | Marie-Gabrielle de La Dorie Divers droite (Alliance royale)              | 100                       | 0,20                      |                          |                          |
|                                                                                  | Pierre Moure Écologiste (Mouvement 100 %)                                | 3                         | 0,01                      |                          |                          |
| Source : Ministère de l'Intérieur - Septième circonscription de la Haute-Garonne |                                                                          |                           |                           |                          |                          |

#### Huitième circonscription
Député sortant : Carole Delga (Parti socialiste).
|                                                                                  |                                                                          |                           |                           |                          |                          |
|                                                                                  |                                                                          | Premier tour 11 juin 2017 | Premier tour 11 juin 2017 | Second tour 18 juin 2017 | Second tour 18 juin 2017 |
|                                                                                  |                                                                          |                           |                           |                          |                          |
|                                                                                  |                                                                          | Nombre                    | % des inscrits            | Nombre                   | % des inscrits           |
| Inscrits                                                                         | Inscrits                                                                 | 85 432                    | 100,00                    | 85 426                   | 100,00                   |
| Abstentions                                                                      | Abstentions                                                              | 40 358                    | 47,24                     | 45 094                   | 52,79                    |
| Votants                                                                          | Votants                                                                  | 45 074                    | 52,76                     | 40 332                   | 47,21                    |
|                                                                                  |                                                                          |                           | % des votants             |                          | % des votants            |
| Bulletins blancs                                                                 | Bulletins blancs                                                         | 1 030                     | 2,29                      | 3 671                    | 9,10                     |
| Bulletins nuls                                                                   | Bulletins nuls                                                           | 509                       | 1,13                      | 2 212                    | 5,48                     |
| Suffrages exprimés                                                               | Suffrages exprimés                                                       | 43 535                    | 96,59                     | 34 449                   | 85,41                    |
|                                                                                  |                                                                          |                           |                           |                          |                          |
| Candidat Étiquette politique (partis et alliances)                               | Candidat Étiquette politique (partis et alliances)                       | Voix                      | % des exprimés            | Voix                     | % des exprimés           |
|                                                                                  |                                                                          |                           |                           |                          |                          |
|                                                                                  | Michel Montsarrat La République en marche                                | 14 541                    | 33,40                     | 17 179                   | 49,87                    |
|                                                                                  | Joël Aviragnet Parti socialiste                                          | 7 739                     | 17,78                     | 17 270                   | 50,13                    |
|                                                                                  | Marie-Christine Parolin Front national                                   | 6 630                     | 15,23                     |                          |                          |
|                                                                                  | Philippe Gimenez La France insoumise                                     | 6 142                     | 14,11                     |                          |                          |
|                                                                                  | Jean-Luc Rivière Union des démocrates et indépendants (Les Républicains) | 3 802                     | 8,73                      |                          |                          |
|                                                                                  | Corinne Marquerie Parti communiste français                              | 1 346                     | 3,09                      |                          |                          |
|                                                                                  | Sophie Handschutter Europe Écologie Les Verts                            | 1 220                     | 2,80                      |                          |                          |
|                                                                                  | Laure Gonzalez Debout la France                                          | 616                       | 1,41                      |                          |                          |
|                                                                                  | David Labarre Divers (Résistons)                                         | 510                       | 1,17                      |                          |                          |
|                                                                                  | Jérôme Piques Régionaliste (Parti de la nation occitane)                 | 345                       | 0,79                      |                          |                          |
|                                                                                  | Martine Guiraud Lutte ouvrière                                           | 293                       | 0,67                      |                          |                          |
|                                                                                  | Kévin Redondo Divers (Union populaire républicaine)                      | 278                       | 0,64                      |                          |                          |
|                                                                                  | Véronique Miralles Écologiste (Mouvement 100 %)                          | 73                        | 0,17                      |                          |                          |
| Source : Ministère de l'Intérieur - Huitième circonscription de la Haute-Garonne |                                                                          |                           |                           |                          |                          |

#### Neuvième circonscription
Député sortant : Christophe Borgel (Parti socialiste).
|                                                                                  | |                           |                           |                          |                          |
|                                                                                  | | Premier tour 11 juin 2017 | Premier tour 11 juin 2017 | Second tour 18 juin 2017 | Second tour 18 juin 2017 |
|                                                                                  | |                           |                           |                          |                          |
|                                                                                  | | Nombre                    | % des inscrits            | Nombre                   | % des inscrits           |
| Inscrits                                                                         | Inscrits | 79 397                    | 100,00                    | 79 397                   | 100,00                   |
| Abstentions                                                                      | Abstentions                                                                                                 | 40 196                    | 50,63                     | 44 968                   | 56,64                    |
| Votants                                                                          | Votants | 39 201                    | 49,37                     | 34 429                   | 43,36                    |
|                                                                                  | |                           | % des votants             |                          | % des votants            |
| Bulletins blancs                                                                 | Bulletins blancs                                                                                            | 505                       | 1,29                      | 2 021                    | 5,87                     |
| Bulletins nuls                                                                   | Bulletins nuls                                                                                              | 195                       | 0,50                      | 959                      | 2,79                     |
| Suffrages exprimés                                                               | Suffrages exprimés                                                                                          | 38 501                    | 98,21                     | 31 449                   | 91,34                    |
|                                                                                  | |                           |                           |                          |                          |
| Candidat Étiquette politique (partis et alliances)                               | Candidat Étiquette politique (partis et alliances)                                                          | Voix                      | % des exprimés            | Voix                     | % des exprimés           |
|                                                                                  | |                           |                           |                          |                          |
|                                                                                  | Sandrine Mörch La République en marche                                                                      | 14 231                    | 36,96                     | 16 458                   | 52,33                    |
|                                                                                  | Manuel Bompard La France insoumise                                                                          | 7 282                     | 18,91                     | 14 991                   | 47,67                    |
|                                                                                  | Christophe Borgel (député sortant) Parti socialiste                                                         | 5 175                     | 13,44                     |                          |                          |
|                                                                                  | Eloïse Teriitaumihau Front national                                                                         | 4 097                     | 10,64                     |                          |                          |
|                                                                                  | Simone Pauzin-Fournié Les Républicains (Union des démocrates et indépendants)                               | 3 439                     | 8,93                      |                          |                          |
|                                                                                  | Christine Arrighi Europe Écologie Les Verts                                                                 | 2 186                     | 5,68                      |                          |                          |
|                                                                                  | Véronique Blanstier Parti communiste français                                                               | 706                       | 1,83                      |                          |                          |
|                                                                                  | Bastien Bouet-Announ Divers (Parti animaliste)                                                              | 426                       | 1,11                      |                          |                          |
|                                                                                  | Amélia François Divers (Union populaire républicaine)                                                       | 311                       | 0,81                      |                          |                          |
|                                                                                  | Henri Martin Lutte ouvrière                                                                                 | 295                       | 0,77                      |                          |                          |
|                                                                                  | Rivo Rakotomavo Divers gauche (Le Bien commun - Union des démocrates et des écologistes - Parti écologiste) | 236                       | 0,61                      |                          |                          |
|                                                                                  | Colette Charbonné-Fardella Écologiste (Mouvement 100 %)                                                     | 71                        | 0,18                      |                          |                          |
|                                                                                  | Sabrina Isidore Écologiste (Mouvement 100 %)                                                                | 46                        | 0,12                      |                          |                          |
| Source : Ministère de l'Intérieur - Neuvième circonscription de la Haute-Garonne | |                           |                           |                          |                          |

#### Dixième circonscription
Député sortant : Kader Arif (Parti socialiste).
|                                                                                 |                                                                        |                           |                           |                          |                          |
|                                                                                 |                                                                        | Premier tour 11 juin 2017 | Premier tour 11 juin 2017 | Second tour 18 juin 2017 | Second tour 18 juin 2017 |
|                                                                                 |                                                                        |                           |                           |                          |                          |
|                                                                                 |                                                                        | Nombre                    | % des inscrits            | Nombre                   | % des inscrits           |
| Inscrits                                                                        | Inscrits                                                               | 95 369                    | 100,00                    | 95 358                   | 100,00                   |
| Abstentions                                                                     | Abstentions                                                            | 38 474                    | 40,34                     | 45 564                   | 47,78                    |
| Votants                                                                         | Votants                                                                | 56 895                    | 59,66                     | 49 794                   | 52,22                    |
|                                                                                 |                                                                        |                           | % des votants             |                          | % des votants            |
| Bulletins blancs                                                                | Bulletins blancs                                                       | 898                       | 1,58                      | 3 621                    | 7,28                     |
| Bulletins nuls                                                                  | Bulletins nuls                                                         | 321                       | 0,56                      | 1 613                    | 3,24                     |
| Suffrages exprimés                                                              | Suffrages exprimés                                                     | 55 676                    | 97,86                     | 44 560                   | 89,49                    |
|                                                                                 |                                                                        |                           |                           |                          |                          |
| Candidat Étiquette politique (partis et alliances)                              | Candidat Étiquette politique (partis et alliances)                     | Voix                      | % des exprimés            | Voix                     | % des exprimés           |
|                                                                                 |                                                                        |                           |                           |                          |                          |
|                                                                                 | Sébastien Nadot La République en marche (Mouvement des progressistes)  | 21 886                    | 39,31                     | 26 948                   | 60,48                    |
|                                                                                 | Monique Fabre La France insoumise                                      | 7 735                     | 13,89                     | 17 612                   | 39,52                    |
|                                                                                 | Arnaud Lafon Les Républicains                                          | 6 043                     | 10,85                     |                          |                          |
|                                                                                 | Mathieu Lachuries Front national                                       | 4 866                     | 8,74                      |                          |                          |
|                                                                                 | Kader Arif (député sortant) Parti socialiste (Parti radical de gauche) | 4 355                     | 7,82                      |                          |                          |
|                                                                                 | Dominique Faure Union des démocrates et indépendants                   | 3 959                     | 7,11                      |                          |                          |
|                                                                                 | Henri Arevalo Europe Écologie Les Verts                                | 2 600                     | 4,67                      |                          |                          |
|                                                                                 | Michel Koehl Divers (Parti du vote blanc)                              | 1 031                     | 1,85                      |                          |                          |
|                                                                                 | Christian Picquet Parti communiste français                            | 896                       | 1,61                      |                          |                          |
|                                                                                 | Jean-Pierre Hardy Écologiste (Demain en commun)                        | 887                       | 1,59                      |                          |                          |
|                                                                                 | Stevie Chopin Extrême droite                                           | 536                       | 0,96                      |                          |                          |
|                                                                                 | Tarsicius Chiso Divers droite (577-Les Indépendants)                   | 310                       | 0,56                      |                          |                          |
|                                                                                 | Sara Iribarren Divers (Union populaire républicaine)                   | 289                       | 0,52                      |                          |                          |
|                                                                                 | Lucile El Hedri Lutte ouvrière                                         | 247                       | 0,44                      |                          |                          |
|                                                                                 | Margot Simsi Écologiste (Mouvement 100 %)                              | 35                        | 0,06                      |                          |                          |
|                                                                                 | Jean-Pierre Mayer Debout la France                                     | 1                         | 0,00                      |                          |                          |
| Source : Ministère de l'Intérieur - Dixième circonscription de la Haute-Garonne |                                                                        |                           |                           |                          |                          |